# Randagismo

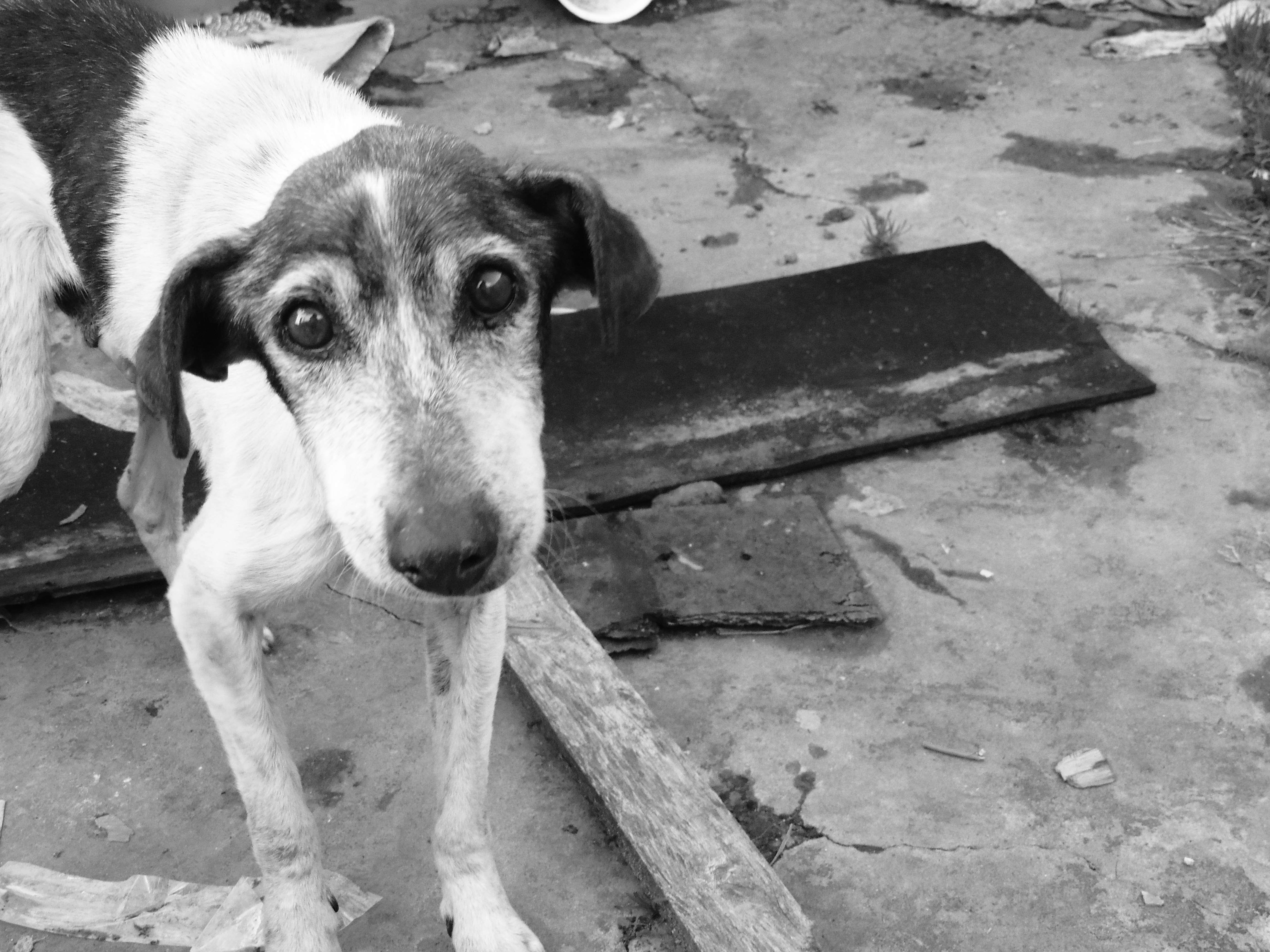
Cane randagio

Per randagismo si intende la condizione in cui un animale domestico vaga senza padrone, da solo o in branco.

## Caratteristiche
In generale, si intende per randagio qualsiasi esemplare di una specie di animali, inclusi i volatili, normalmente considerata da compagnia (in particolare cani e gatti) che viva per proprio conto, tipicamente ai margini della società umana. L'esemplare viene considerato randagio sia quando è stato abbandonato sia quando è nato già in condizioni di randagismo, per esempio da genitori a loro volta abbandonati. Poiché il fenomeno del randagismo comporta anche problemi di sicurezza e di igiene pubblica, nei vari paesi esso è regolato da leggi specifiche e controllato da istituzioni preposte; tali normative e istituzioni possono definire il concetto di randagismo in modi più specifici.

## Dati
In Italia una media di ottantamila gatti e cinquantamila cani viene abbandonata annualmente per diventare quindi randagia ed almeno l'80% si trova in una condizione che produce un'elevata possibilità di incidenti, maltrattamenti o stenti.
Il periodo in cui si verifica il maggior numero di abbandoni è l'estate. Talune persone, non potendo portare con sé in vacanza il proprio animale, decidono di abbandonarlo. Oltre il 30% degli abbandoni si registra nel periodo successivo all'apertura della stagione venatoria, quando il cane si rivela incapace di cacciare, scopo per il quale era stato preso.

## Costi
Il randagismo comporta ingenti costi. Nel 2017 in Italia per mantenere i cani all'interno di canili rifugio, sono stati spesi giornalmente 402.031 euro ovvero 146.741.315 annui. Questa cifra è stata ottenuta moltiplicando il numero dei cani per l’importo minimo necessario ad assicurare un adeguato mantenimento degli animali secondo una circolare del Ministero della Salute.

## Rischi
Il fenomeno del randagismo comporta dei rischi dato che gli animali randagi possono:
- aggredire le persone
- trasmettere alcune malattie infettive e parassiti potenzialmente pericolose per l'uomo, non essendo sottoposti a controllo sanitario
- causare incidenti stradali (nella sola Italia, gli animali randagi provocano ogni anno centinaia di incidenti stradali, inclusi incidenti mortali)
- essere dannosi per il bestiame domestico allevato e per gli animali selvatici
- aumentare ulteriormente il fenomeno del randagismo dal momento che gli animali randagi di regola non sono sterilizzati
- inquinare l'ambiente urbano e rurale
- soffrire
- fare atti di vandalismo
- provocare tanto disordine

## Tutela nel mondo

### Italia
La disposizione principale sul randagismo in Italia è la legge 14 agosto 1991, n. 281 per la tutela degli animali di affezione.

#### Definizione di randagio
La legge 281 applica solo ai cani la definizione di randagio. I gatti senza padrone vengono invece classificati come animali in libertà.
La legge introduce anche una distinzione specifica fra cane vagante e cane randagio, riferendosi con quest'ultima espressione al caso di cani abbandonati che si siano abituati alla vita in condizioni semi-selvatiche, per esempio riunendosi in branchi.

#### Interventi previsti
La legge 281 prevede che le nascite degli animali vengano limitate attraverso i servizi veterinari delle A.S.L in modo da controllare la popolazione dei cani e dei gatti. La legge prevede inoltre che i cani vaganti ritrovati, catturati o ricoverati nei canili autorizzati non possano essere né soppressi né destinati alla sperimentazione. Se i cani ritrovati o catturati sono tatuati o hanno un microchip devono essere restituiti al proprietario e se non hanno il microchip, devono ricevere l'impianto non appena possibile. Il proprietario ha sessanta giorni di tempo per reclamare il proprio animale altrimenti esso potrà essere adottato da privati dopo aver controllato la loro affidabilità.
Se il cane è ricoverato in una struttura, la soppressione è permessa (in modo eutanasico) solo se l'animale è gravemente malato, incurabile o pericoloso. Tutto ciò vale anche per i gatti in libertà che non possono essere né maltrattati né soppressi a meno che non siano gravemente malati o incurabili.

#### Divieto di abbandono
Per prevenire il randagismo, la legge 281 vieta l’abbandono e punisce chiunque abbandoni il proprio animale con l’arresto o con una multa che va dai mille ai diecimila euro. Anche chi maltratta il proprio animale o lo fa vivere in condizioni incompatibili con la sua natura è punibile e i soldi ricavati da questa sanzione verranno utilizzati a tutela degli animali.

### Albania
In Albania gli animali non sono tutelati dalle leggi. Lì, il fenomeno del randagismo è molto sviluppato, tanto che si possono trovare animali ovunque: in mezzo alla strada, nella spazzatura o sottoposti a maltrattamenti. Questo avviene poiché sono assenti strutture, come i canili pubblici, dove gli animali possono trovare rifugio. L’unico metodo utilizzato dallo Stato per cercare di mettere fine al fenomeno del randagismo è stato quello di sopprimere gli animali, metodo che dopo una serie di denunce è stato sostituito dalle sterilizzazioni. L’unica legge a tutela degli animali presente in Albania è infatti una legge sulla veterinaria che conferisce ai comuni l'obbligo di identificare i cani nel paese e di sterilizzarli; tuttavia, questo spesso o non viene fatto o viene fatto a scapito della salute degli animali.

### Romania
In Romania, gli animali randagi sono aiutati dalle associazioni. Una di queste è la "Save the Dogs and other Animals Onlus" che ha come presidente una ex-volontaria italiana di nome Sara Turetta. Questa associazione è nata in Romania nel 2002 con lo scopo di affrontare il fenomeno del randagismo nel paese e quello di sviluppare progetti di prevenzione e lotta al randagismo. L’associazione si occupa anche di migliorare la legislazione e cerca di far conoscere e rispettare i diritti degli animali a livello internazionale. Inoltre attraverso la collaborazione con i sindaci di alcune località, cerca di impedire l’aumento del randagismo utilizzando il microchip e la sterilizzazione come mezzi di prevenzione.

### Spagna
Come soluzione al randagismo la Spagna ha optato per le "perreras": canili o luoghi che accolgono cani e gatti prima della loro soppressione. I proprietari portano i loro animali nella perrera i quali vengono uccisi dopo 10 giorni mentre quelli randagi, dopo 20. Tuttavia molti di loro muoiono prima della soppressione a causa di stenti. In questi luoghi infatti i cani e i gatti sono costretti a combattere tra loro per accaparrarsi un po' di cibo o acqua.
Nel 2018 il Parlamento spagnolo ha avviato un progetto di legge con cui la Spagna, come altri Paesi europei, prevede di non considerare più gli animali come semplici oggetti. L’impostazione del progetto di legge è quella di considerare gli animali come esseri dotati di sensibilità in modo da poterli tutelare da maltrattamenti e condizioni come quella che si può presentare in caso di morte del padrone.

### Paesi Bassi
I Paesi Bassi sono riusciti a debellare il fenomeno del randagismo attraverso diversi provvedimenti. Chi abbandona o maltratta gli animali può essere punito con multe, fino a sedicimila euro e, nei casi più gravi, con l’incarcerazione fino a tre anni senza la possibilità di uscire su cauzione. Inoltre, i Paesi Bassi hanno attivato una campagna di sensibilizzazione della popolazione sul modo corretto di prendersi cura di un animale, accompagnata da alcune leggi per favorire le adozioni rispetto agli acquisti, gravando anche tasse e imposte sull'acquisto degli animali.
Il governo ha inoltre promosso una campagna di sterilizzazione gratuita per gli animali domestici con successiva registrazione dell’animale attraverso il microchip in modo da identificare il responsabile in caso di abbandono. Tuttavia, se un animale viene abbandonato può essere trovato durante i normali controlli stradali e successivamente può essere dato in adozione a una nuova famiglia.

### Russia
In Russia il fenomeno del randagismo rappresenta un grave problema. Successivamente al periodo post-sovietico, la Russia ha provato a introdurre la sterilizzazione obbligatoria ed a proibire l’eutanasia. Queste proposte, però, non sono state mai messe in atto e, per risolvere il problema del randagismo, spesso è stato eseguito lo sterminio degli animali nei centri abitati: questo processo è chiamato il fenomeno dei dog hunter. Nel 2016 Irina Novozhilova, presidente del Centro russo per la tutela dei diritti degli animali, sosteneva che questo fenomeno stesse piano piano migliorando.
Si sospetta comunque che nel 2018, in occasione dei mondiali di calcio, i numerosi cani randagi che vivevano nelle città che avrebbero ospitato le partite siano stati uccisi. Ekaterina Dmitrieva, direttrice dell’organizzazione animalista City Animal Protection Foundation, ha lanciato l’accusa e ha invitato la popolazione a firmare una petizione per fermare lo sterminio dei randagi. Lo stesso sarebbe avvenuto anche durante le olimpiadi di Soči del 2014, in quanto i randagi sono considerati dalle autorità russe un problema di immagine. Il governo russo ha comunque negato ed il vice premier Vitaly Mutko ha annunciato che cani e gatti sarebbero stati ospitati in rifugi temporanei muniti di cure e cibo per il loro mantenimento. In realtà, secondo l'attivista russa, il denaro raccolto per questa iniziativa sarebbe stato investito per acquistare veleno e reclutare squadre anti-randagi.

## Prevenzione
Un modo per prevenire o quanto meno ridurre il fenomeno del randagismo è quello dell'inserimento di un microchip sotto cute dell'animale.
Tra le regioni italiane, per esempio, in Toscana questo strumento di registrare il proprio animale (dal 2014 è possibile registrare anche il proprio gatto) nella Banca Dati Animali d’Affezione della Regione Toscana, connessa al sistema nazionale di anagrafe. In questo modo se un animale scappa e viene trovato può essere effettuata la verifica del microchip così il proprietario verrà immediatamente avvertito e si potrà riappropriare del proprio animale. Per facilitare il ritrovamento dell'animale è quindi consigliato (oltre che obbligatorio)  segnalare lo smarrimento alla polizia municipale.
La Toscana è stata inoltre la prima regione a istituire l’obbligo di anagrafe del cane nel 1987, cioè quattro anni prima della legge nazionale. 

Nel 2018 l’Associazione per la Salute e la Tutela degli Animali (Asta) ha organizzato a Roma tre giornate del microchip gratuito. Questa iniziativa, in collaborazione con il Comune, è stata presa con lo scopo di combattere il randagismo applicando gratuitamente dei microchip agli animali: infatti in questo modo il proprietario dell'animale riesce a trovare il proprio animale con più facilità riducendo così il fenomeno del randagismo.

## Attività di sostegno con i randagi
Nel 2013 la Nardone Watzlawick Onlus e Anima Animalis, in collaborazione con altre associazioni, volontari e singoli professionisti, ha realizzato un progetto che prevede l’utilizzo della pet therapy: un’attività che supporta i malati aiutandoli con cani sottratti al randagismo o salvati da strutture inadeguate. Questo progetto offre infatti a malati di Alzheimer, Asperger, autismo, sindrome di Down, ma anche a studenti, anziani e carcerati, l'incontro terapeutico e formativo con gli animali.

## Azioni ritenute efficaci
Per combattere il fenomeno del randagismo e il sovraffollamento nei canili è importante conoscere i dati relativi a questo fenomeno in modo da poter programmare degli interventi e dei fondi per risolvere il problema. La registrazione degli animali all’Anagrafe degli Animali d’Affezione, attraverso il microchip, è utile per prevenire appunto il fenomeno dato che il padrone dell’animale, a seguito di un abbandono può essere rintracciato. Oltre a utilizzare il microchip è importante che i padroni sterilizzino i propri animali. La sterilizzazione è un intervento chirurgico di routine, che viene effettuato in anestesia generale e adottando piccoli accorgimenti per il controllo del dolore l’animale ha un totale recupero in breve tempo. Inoltre la sterilizzazione non solo favorisce una migliore convivenza tra padrone e animale ed evita che il numero di randagi aumenti, dato che il numero di discendenti che un animale può concepire in sei anni è di circa settantamila, ma previene anche molte malattie che porterebbero alla morte dell'animale.